# Нейростероид
Нейроактивные стероиды или нейростероиды представляют собой класс эндогенных стероидов, синтезируемых в мозге, надпочечниках и гонадах. Нейростероиды способны быстро воздействовать на нейрональную активность, взаимодействуя с ионными каналами на поверхности клетки. Кроме того, они могут участвовать в регулировке экспрессии генов, связываясь с внутриклеточными стероидными рецепторами.
Нейростероиды являются важными молекулами, которые играют роль в работе нервной системы. Нейростероиды могут модулировать функционирование нейронов и синапсов. Некоторые нейростероиды, такие как альфа-тетрагидроксипрогестерон (аллопрегнанолон), могут действовать как модуляторы гамма-аминомаслянной кислоты (ГАМК), главного тормозного нейромедиатора в центральной нервной системе. Они также могут влиять на работу других нейромедиаторов, таких как серотонин и дофамин, и оказывать противовоспалительное и противоэксайтотоксическое действие. Нейростероиды могут играть важную роль в регуляции памяти, настроения, стресса и боли.
Синтез нейростероидов в мозге характерен для всех позвоночных: после того, как этот процесс был обнаружен у приматов, его обнаружили также в мозге птиц, амфибий и рыб.

## Примеры нейростероидов
- Аллопрегнанолон — ГАМК-агонист
- Тетрагидродеоксикортикостерон — ГАМК-агонист
- Прегненолон-сульфат — ГАМК-ингибитор
- Дегидроэпиандростерон-сульфат — ГАМК-ингибитор